# MacKenzie Weegar
MacKenzie Weegar (* 7. ledna 1994) je kanadský hokejový obránce momentálně hrající v týmu Calgary Flames v severoamerické lize NHL. V roce 2013 byl draftován v 7. kole jako 206. celkově klubem Florida Panthers.

## Klubové statistiky
| Sezóna      | Klub                     | Soutěž      |     | Základní část | Základní část | Základní část | Základní část | Základní část |   | Play off | Play off | Play off | Play off | Play off |
| Sezóna      | Klub                     | Soutěž      | Z   | G             | A             | B             | TM            | Z             | G | A        | B        | TM       |          |          |
| 2012–13     | Halifax Mooseheads       | QMJHL       | 62  | 8             | 36            | 44            | 58            | 17            | 0 | 5        | 5        | 10       |          |          |
| 2013–14     | Halifax Mooseheads       | QMJHL       | 61  | 12            | 47            | 59            | 97            | 16            | 5 | 17       | 22       | 14       |          |          |
| 2014–15     | San Antonio Rampage      | AHL         | 31  | 2             | 8             | 10            | 40            | —             | — | —        | —        | —        |          |          |
| 2014–15     | Cincinnati Cyclones      | ECHL        | 21  | 1             | 12            | 13            | 13            | —             | — | —        | —        | —        |          |          |
| 2015–16     | Portland Pirates         | AHL         | 62  | 7             | 17            | 24            | 60            | 1             | 0 | 0        | 0        | 0        |          |          |
| 2016–17     | Springfield Thunderbirds | AHL         | 60  | 14            | 22            | 36            | 70            | —             | — | —        | —        | —        |          |          |
| 2016–17     | Florida Panthers         | NHL         | 3   | 0             | 0             | 0             | 4             | —             | — | —        | —        | —        |          |          |
| 2017–18     | Florida Panthers         | NHL         | 60  | 2             | 6             | 8             | 32            | —             | — | —        | —        | —        |          |          |
| 2018–19     | Florida Panthers         | NHL         | 64  | 4             | 11            | 15            | 64            | —             | — | —        | —        | —        |          |          |
| 2019–20     | Florida Panthers         | NHL         | 45  | 7             | 11            | 18            | 33            | 4             | 0 | 1        | 1        | 4        |          |          |
| 2020–21     | Florida Panthers         | NHL         | 54  | 6             | 30            | 36            | 45            | 6             | 1 | 2        | 3        | 6        |          |          |
| 2021–22     | Florida Panthers         | NHL         | 80  | 8             | 36            | 44            | 81            | 10            | 0 | 1        | 1        | 10       |          |          |
| 2022–23     | Calgary Flames           | NHL         | 81  | 4             | 27            | 31            | 43            | —             | — | —        | —        | —        |          |          |
| 2023–24     | Calgary Flames           | NHL         | 82  | 20            | 32            | 52            | 51            | —             | — | —        | —        | —        |          |          |
| 2024–25     | Calgary Flames           | NHL         | 81  | 8             | 39            | 47            | 33            | —             | — | —        | —        | —        |          |          |
| NHL celkově | NHL celkově              | NHL celkově | 550 | 59            | 192           | 251           | 386           | 20            | 1 | 4        | 5        | 20       |          |          |

### Reprezentační statistiky
| Rok                       | Tým                       | Soutěž                    | Z  | G | A | B  | TM |
| ------------------------- | ------------------------- | ------------------------- | -- | - | - | -- | -- |
| 2023                      | Kanada                    | MS                        | 10 | 3 | 8 | 11 | 6  |
| 2025                      | Kanada                    | MS                        |    |   |   |    |    |
| Seniorská kariéra celkově | Seniorská kariéra celkově | Seniorská kariéra celkově | 10 | 3 | 8 | 11 | 6  |